# Johan Rosén (filolog)
Johan Rosén, född 8 mars 1726 på Sexdrega prästgård i Västergötland, död 6 september 1773 i Göteborg, var en svensk publicist, präst, retoriker och lektor vid Göteborgs gymnasium. 

## Biografi
Rosén blev student vid Uppsala universitet 1742 och vid Lunds universitet 1747, där han 1748 blev filosofie magister i retorik. Han utgav avhandlingar i poesi och vältalighet, men lyckades inte bli befordrad till akademiska lärarbefattningar. Han lät därefter prästviga sig 1756 och tjänstgjorde en tid i Göteborgs stift, men blev till sist 1758 lärare i Göteborg och året därpå lektor. Bland sedermera berömda elever som han utövade sitt inflytande över kan nämnas Johan Lundblad och Bengt Lidner.

## Tidningsmannen
Göteborgs första nyhetstidning var Götheborgs Weko-lista. Så snart den hade lagts ner 1758 blev det Rosén som kom att dominera Göteborgspressen under de femton åren fram till sin död 1773. Han såg som sin uppgift att i en handelsstad "utan smak för lärdom, kunskaper eller vitterhet" tända "upplysningens fackla". Han påbörjade 1759 utgivningen av veckotidskriften Göteborgska Magasinet, som under hans tid innehöll nyheter och essäer i frisinnad anda. Han utverkade censurfrihet för tidningen och blev snabbt känd. Som skribent har Rosén beskrivts som vaken och kvick, men hans frispråkighet gjorde att han ibland kom i dispyt med stadens mäktiga handelsmän, särskilt Sahlgrenarna kring Svenska Ostindiska Companiet. Som exempel kan nämnas hans karaktäristik av pedantiske utgivaren av Den Swenska Mercurius Carl Christoffer Gjörwell den äldre som "en dammborste i den lärda världen". Tidningen hade många prenumeranter för sin tid: omkring 325 under åren 1760-1761 och tidningen lästes även långt utanför Göteborgs gränser. Från 1763 byttes namnet på tidningen till Götheborgska Weckobladet och Johan Gothenius blev medarbetare och denne övertog 1765 redaktörskapet.   
I kompanjonskap med svågern Bengt Öhrwall startades 1766 Götheborgske Spionen och Rosén var under de första åren även tidningens officielle censor. Spionen blev den dittills mest nyhetsinriktade Göteborgstidningen. Bland medarbetarna fanns även Jacob Wallenberg. Tidningen upphörde då Öhrwall avled 1773.
Roséns sista projekt blev den 1 maj 1772 grundade tidningen Hwad nytt? Hwad nytt?, som vid sidan av nyheter införde dikter och litterära artiklar av landets främsta författare. Den utkom under flera år varje vardag och hade förutom rappa lokala nyheter även regelbundna korrespondenser från Stockholm.  
Efter Roséns bortgång övertogs utgivningen och redigeringen av hans änka Anna Hammar-Rosén, som därmed troligen blev den första kvinnliga journalisten utanför Stockholm.  Tidningen är ihågkommen därför att den öppnade sina spalter för flera litterära debutanter.
Rosén hann även att ge ut veckobladet Prädiko-Bibliothek under 1766 och den mera nyhetsinriktade månadspublikationen Preste-Tidningar för år 1768 som bara utkom med sex nummer, men kan betraktas som en första stiftstidning.